# Blepharis linariifolia
Blepharis linariifolia là một loài thực vật có hoa trong họ Ô rô. Loài này được Pers. mô tả khoa học đầu tiên năm 1806.